# 廣田あい
廣田 あい（ひろた あい、2003年8月23日 - ）は、日本の女子バレーボール選手である。

## 来歴
千葉県柏市出身。兄と姉の影響で5歳からバレーボールを始める。
小学校入学時は130cmの身長であった。小学校入学後、小学生全国大会で何度も優勝している東金町ビーバーズに入団。小学校卒業後、文京学院大学女子中学校に進学。3年時は無敗の快挙を達成し、東京都代表として出場したJOC杯でも優勝した。全日本中学選抜U15女子オランダ遠征へ。高校もそのまま文京学院大学女子高等学校に進学。第16回女子U18（ユース）世界選手権大会（エジプト）に出場し、5位入賞。2021/22シーズン、V.LEAGUE DIVISION1 WOMEN（V1女子）に所属するNECレッドロケッツの内定選手となった。複数のVリーグチームからオファーが届いていて、どのチームを選ぶか悩んでいたが、最終的には近くであるNECを選択した。
2022年、高校卒業後に、NECレッドロケッツに入団した。入団1シーズン目となる2022/23シーズンにV1女子の試合に出場し、Vリーグデビューを果たした。
2023年8月に第22回世界U21女子選手権大会（メキシコ）に出場し4位入賞。
2025年7月、日本代表追加登録選手として発表された。

## 球歴
- 日本代表（2025年）

## 所属チーム
- 文京学院大学女子高等学校（2019-2022年）
- NECレッドロケッツ/NECレッドロケッツ川崎（2022年-）